# اتلو (فیلم ۱۹۵۵)
اتلو (به روسی: Отелло) یک فیلم درام به کارگردانی سرگی یوتکویچ محصول شوروی سابق است که در سال ۱۹۵۵ منتشر شد.